# Antoine Mornable
Antoine Mornable ou Antoine de Mornable est un musicien français, actif à Paris entre 1530 et 1553, né probablement vers 1515.

## Biographie
Antoine Mornable reçoit une formation à Paris, à la Sainte-Chapelle, formation qui se termine en 1530, lorsqu'il sort de l'adolescence.
En 1546, l'imprimeur et libraire Pierre Attaingnant publie deux recueils de psaumes traduits en français par Clément Marot, mis en musique par Antoine Mornable, qui est alors maitre de chapelle du comte Guy XVII de Laval.
Mornable a écrit en outre des pièces de musique sacrée, motets, magnificats, ainsi que 46 chansons profanes.
Comme Pierre Certon ou Clément Janequin, Mornable fait partie du vaste courant de la musique polyphonique française de la Renaissance.